# Charlestown (Rhode Island)
Pour les articles homonymes, voir Charlestown.
Charlestown est une ville de l'État de Rhode Island aux États-Unis. Elle fut fondée en 1669 et incorporée en 1738.
Selon le recensement de 2010, Charlestown compte 7 827 habitants. La municipalité s'étend sur 59,34 milles carrés (153,69 km2), dont 36,45 milles carrés (94,41 km2) de terres.

## Villages
Charlestown comprend plusieurs villages sur son territoire : 
- Burdickville
- Carolina
- Cross Mill
- Kenyon
- Quonochontaug
- Shannock
- Watchaug
- Wood River Junction